# Bichari Chautara
Bichari Chautara – gaun wikas samiti w zachodniej części Nepalu w strefie Gandaki w dystrykcie Syangja. Według nepalskiego spisu powszechnego z 2001 roku liczył on 600 gospodarstw domowych i 2914 mieszkańców (1602 kobiet i 1312 mężczyzn).